# 2465 Вільсон
2465 Вільсон (2465 Wilson) — астероїд головного поясу, відкритий 2 серпня 1949 року.
Тіссеранів параметр щодо Юпітера — 3,337.